# 16. januar
16. januar je 16. dan leta v gregorijanskem koledarju. Ostaja še 349 dni (350 v prestopnih letih).

## Dogodki
- 27 pr. n. št. – rimski senat razglasi Gaja Julija Cezarja Oktavijana za prvega avgusta (cesarja) Rimskega cesarstva
- 1547 – Ivan Grozni postane ruski car
- 1601 – škof Tomaž Hren in deželni glavar Jurij Lenkovič izženeta vse protestante iz Kranjske
- 1605 – izide Cervantesov roman Don Kihot
- 1793 – Francoska revolucija: tega dne na usmrtitev z giljotino obsodijo francoskega kralja Ludvika XVI.
- 1853 – ameriške čete se izkrcajo na Havajih
- 1906 – v Algecirasu se prične mednarodna konferenca o odnosu Francije do vlade v Maroku
- 1920:
  - ustanovljeno Društvo narodov
  - v ZDA uvedena prohibicija
- 1942 – začetek japonske ofenzive na Burmi
- 1945 – zavezniške sile zlomijo nemško ofenzivo v Ardenih
- 1947 – sprejeta prva slovenska ustava
- 1957 – odprt Cavern Club v Liverpoolu
- 1962 – pričetek snemanja filma Dr. No, prvega iz serije filmov o Jamesu Bondu
- 1969 – Jan Palach se na praškem Vaclavovem trgu zažge iz protesta proti posegu Varšavskega pakta
- 1979 – Mohamed Reza Pahlavi zapusti Iran

## Rojstva
- 1245 – Edmund Grbasti, angleški princ, sin Henrika III., 1. grof Lancaster († 1296)
- 1362 – Robert de Vere, angleški plemič, vojvoda Irske, 9. grof Oxford († 1392)
- 1728 – Niccolò Piccinni, italijanski skladatelj († 1800)
- 1814 – Gustav Tönnies , slovenski industrialec švedskega rodu († 1876)
- 1820 – Johannes Rebmann, nemški misijonar, raziskovalec († 1876)
- 1838 – Franz Clemens Brentano, nemški psiholog in filozof († 1917)
- 1853 – Vladimir Sergejevič Solovjov, ruski teolog in filozof († 1900)
- 1878 – Vinko Vodopivec, slovenski skladatelj († 1952)
- 1901 – Fulgencio Batista y Zaldívar, kubanski diktator († 1973)
- 1931 – Johannes Rau, nemški predsednik († 2006)
- 1932 – Dian Fossey, ameriška zoologinja († 1985)
- 1933 – Susan Sontag, ameriška pisateljica, politična aktivistka († 2004)
- 1946 – Kabir Bedi, indijski igralec
- 1948 – John Carpenter, ameriški filmski režiser
- 1959 – Sade Adu, britansko-nigerijska pevka
- 1979 – Aaliyah, ameriška pevka († 2001)

## Smrti
- 1160 – Herman III., mejni grof Badna, Verone (* 1105)
- 1243 – Herman V., mejni grof Badna (* 1190)
- 1263 – Šinran, japonski budistični menih, šola Čiste dežele (Amidizem) (* 1173)
- 1289 – Buka, ilkanatski vezir
- 1387 – Elizabeta Kotromanić, hčerka bosanskega bana, madžarska kraljica in regentinja, poljska kraljica (* 1340)
- 1391 – Muhamed V., granadski emir (* 1338)
- 1400 – John Holland, angleški plemič, 1. vojvoda Exeter, 1. grof Huntingdon (* 1352)
- 1443 – Gattamelata, italijanski condottiero (* 1370)
- 1554 – Christiern Pedersen, danski humanist (* okoli 1480)
- 1656 – Roberto de Nobili, italijanski jezuitski misijonar v Indiji (* 1577)
- 1747 – Barthold Heinrich Brockes, nemški pesnik (* 1680)
- 1794 – Edward Gibbon, angleški zgodovinar (* 1737)
- 1810 – Jekaterina Romanovna Voroncova-Daškova, ruska kneginja (* 1743 ali 1744)
- 1864 – Ferdinand Alphonse Hamelin, francoski mornariški častnik (* 1796)
- 1879 – Octave Crémazie, kanadski pesnik (* 1827)
- 1886 – Amilcare Ponchielli, italijanski skladatelj (* 1834)
- 1901 – Hiram Rhoades Revels, ameriški politik (* 1822)
- 1936 – Oscar Barnack, nemški inženir (* 1879)
- 1957 – Arturo Toscanini, italijanski dirigent (* 1867)
- 1962 – Ivan Meštrović, hrvaški kipar (* 1883)
- 2014 – Hiroo Onoda, častnik japonske cesarske vojske (* 1922)

## Goduje
- sveti Marcel
- sveti Berard
- sveti Oton
- sveti Peter
- sveti Adjut
- sveti Akurzij